# Instrumentation (musique)
Ne doit pas être confondu avec l'Orchestration, la science musicale de cette pratique
Pour les articles homonymes, voir Instrumentation et Instrument.

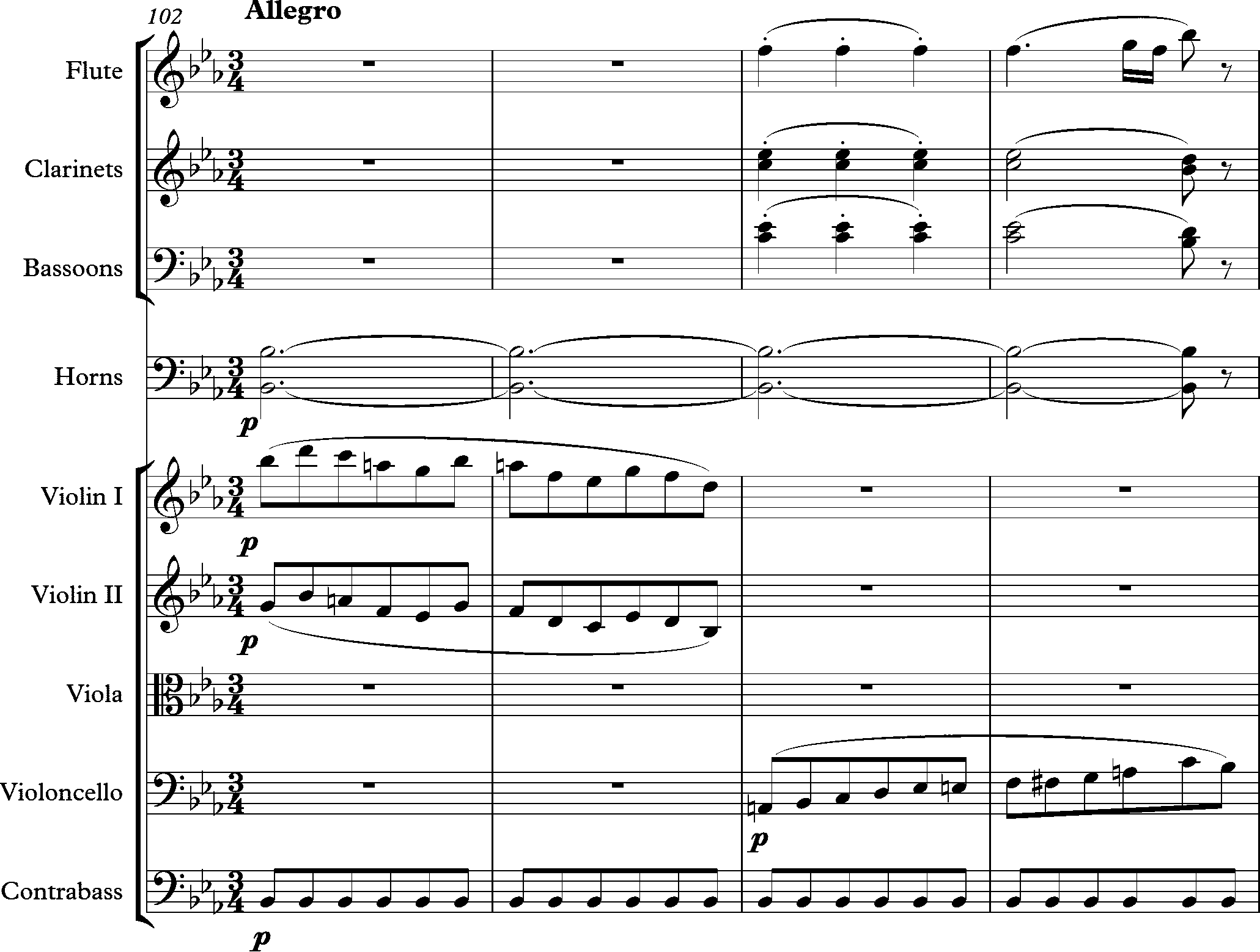
Instrumentation de la symphonie n°39 de Wolfgang Amadeus Mozart

En musique, l’instrumentation désigne de façon générale le dispositif, l'effectif, la nature et la répartition des instruments dans un ensemble, notamment ceux de l'orchestre. Le terme désigne aussi la discipline étudiant ces aspects. 

## Instrumentation en musique
En musique, l'instrumentation concerne la connaissance des timbres, des registres, des modes de jeu. 
L'instrumentation ne doit pas être confondue avec l'orchestration, qui étudie l'art de combiner tous ces timbres, en fonction de leurs registres et de leurs modes de jeu.
L'instrumentation est la base servant à orchestrer une œuvre. En effet, le compositeur ou l'arrangeur va définir à l'avance les instruments qui lui permettront d'habiller la mélodie et les contre-chants éventuels. Pour pouvoir orchestrer, il faut connaître parfaitement les possibilités — et les limites — de tous les instruments de musique. 
Pour cela, il existe des traités d'instrumentation, tels que le traité d'instrumentation de Berlioz , le traité d'orchestration de Charles Koechlin, pour les plus anciens où  sont décrits quelques instruments aujourd'hui disparus, tels le serpent ou l'ophicléide. La technique des instrumentistes ayant progressé, certaines possibilités nouvelles font défaut dans ces ouvrages.
Parmi les ouvrages modernes, il faut citer le Traité d'Instrumentation d'Ivan Jullien (volume III du Traité de l'Arrangement), où figurent toutes ces nouvelles possibilités et la description de nouveaux instruments apparus. La classification de l'orchestre ayant évolué, cet ouvrage contient une étude complète sur les synthétiseurs, les formes de synthèse, l'échantillonnage sonore et les instruments virtuels.
L'instrumentation classe les instruments en huit groupes principaux :
1. Les cuivres (trompette, cornet à pistons, trombone, cor, saxhorn, euphonium, tuba, etc.)
2. Les saxophones (sopranino, soprano, alto, ténor, baryton, basse, etc.)
3. Les bois (flûte traversière, piccolo, clarinette, hautbois, cor anglais, basson, contrebasson, etc.)
4. Les cordes (violon, alto, violoncelle, contrebasse, etc.)
5. Les percussions générales (batterie, timbales, grosse caisse, tam-tam, tambours, tambourin, congas, bongos, « cuica », etc.)
6. Les claviers (piano, clavecin, orgue, etc.), le synthétiseur, les percussions-claviers (célesta, vibraphone, glockenspiel, xylophone, marimba, gongs, cloches, etc.)
7. Divers (harpe, guitare, guitare basse, accordéon, mandoline, etc.) ; les instruments anciens (violes, vièles, flûtes à bec, galoubet, flûte de Pan, cornet à bouquin, cornemuse, biniou, etc.)
8. Les chœurs (voix de femmes, voix d'hommes, voix d'enfants)

## Musiques actuelles
Dans les Musiques actuelles et en jargon du métier, une « instru » est l'accompagnement musical sur lequel chante l'artiste ou le groupe.